# Atlanta
Atlanta ([ætˈlæntə]) este capitala și cel mai populat oraș al statului american Georgia, respectiv centrul urban al celei de-a noua aglomerări urbane (cunoscută în Statele Unite ale Americii ca zonă metro) din Statele Unite ale Americii.
Atlanta este, de asemenea, sediul comitatului Fulton, deși porțiuni din oraș se extind și în comitatele înconjurătoare Clayton și DeKalb. Conform datelor estimative din iulie 2006, furnizate de Biroul de recensăminte al Statelor Unite (în engleză, United States Census Bureau), orașul Atlanta avea o populație de 486.411 locuitori, în timp ce populația zonei metropolitane era de 5.138.223 de locuitori, ocupând locul nouă în națiune. Locuitorii orașului sunt cunoscuți sub numele de Atlantans ([ætˈlæn tənts]).

## Istoric
În 1836, acest loc a fost ales ca destinație finală a căii ferate. Un an mai târziu, o așezare a început să crească în jurul stației, mai întâi numită Terminus (marca „kilometru zero”), iar mai târziu Thrasherville, numită după proprietarul unui magazin local de alimente. Până în 1842, localitatea stației avea 6 clădiri și 30 de locuitori și a fost redenumită Marthasville, în onoarea fiicei guvernatorului de stat Wilson Lampkin [5]. Mai târziu, John Edgar Thomson, inginer șef la Georgia Railroad and Banking Company, a propus numele Atlantica-Pacifica, care a fost scurtat la Atlanta și a primit aprobarea coloniștilor. La 29 decembrie 1847, Atlanta a primit statutul de oraș [6].
În 1864, în timpul Războiului Civil, a început bătălia pentru Atlanta. Orașul a fost victima unei invazii a trupelor nordicilor (aceste evenimente sunt descrise colorat în celebrul roman al lui Margaret Mitchell „Gone with the Wind”), sub conducerea generalului William Sherman. Generalul talentat s-a folosit de infamele sale tactici pământești în Atlanta, dând ordine să arde orașul. 11 noiembrie 1864 ordinul a fost efectuat. Doar bisericile și spitalele au rămas neatinse.
După războiul civil, Atlanta a devenit curând principalul centru de afaceri al sudului american și al capitalului de stat.
În 1990, Comitetul Olimpic Internațional a ales Atlanta capitala Olimpiadei de vară din 1996, care a fost un semn al mișcării olimpice vechi de 100 de ani.

## Geografie
Orașul este situat pe o creastă de dealuri la sud de râul Chattahuchi. Suprafața orașului este de 343 km², suprafața de aglomerare este de 21.694 km².

### Clima
Atlanta are un climat subtropical umed, cu veri calde și ierni calde, dar ploioase și uneori răcoroase.
În luna iulie, media maximă atinge 32 ° C și peste, minimul mediu este de 21 ° C. Uneori temperatura poate depăși 38 ° C. Cea mai ridicată temperatură (40 ° C) a fost înregistrată în iulie 1980. Ianuarie este cea mai rece lună a anului, a cărei temperatură variază de la 1 ° C la 11 ° C. Cea mai scăzută temperatură (-20 ° C) a fost înregistrată în februarie 1899.
Precipitațiile medii ating 1261 mm, dintre care 50 mm sunt ninsori.
14 martie 2008, aproximativ 21:40, un uragan de categoria EF 2 a trecut prin viteza vântului de 217 km / h. Uraganul a provocat pagube semnificative în Arena Philippe, Parcul Olimpic, Centrul CNN și Centrul Internațional de Congrese din Georgia.

## Divizia administrativă
Atlanta are 242 de cartiere. Cele mai importante zone comerciale, în afară de centru, sunt [[Buckhead și Midtown. Cartierele Virginia Highland și Inman Park sunt cunoscute pentru casele lor în stil bungalow, restaurantele și magazinele mici. Districtul Bluff este cunoscut sub numele de districtul afro-american.

## Populația
Populația din Atlanta, de la înființare până la jumătatea anilor '60. Secolul XX, în creștere rapidă. De la începutul anilor 70. în limitele orașului, populația a scăzut, în timp ce aglomerația mai are o creștere a populației. De la mijlocul anilor 90 populația limitelor orașului este din nou în creștere. În 2013, populația din Atlanta este de 447 841 de persoane, în zona metropolitană (estimată) - 5 522 942 persoane.
Zona metropolitană din Atlanta include 140 de orașe situate în 28 de județe ale statului Georgia. Este zona metropolitană cu cea mai rapidă creștere din Statele Unite.
Atlanta se află pe locul trei printre cele mai mari orașe din SUA (după San Francisco și Seattle) în ceea ce privește numărul de cupluri de același sex, precum și 12,8% din populația totală a orașului se consideră LGBT.
Venitul mediu anual pe gospodărie este de 51.482 dolari, pe familie - 55.939 dolari.
Peste 130 de mii de oameni din oraș sunt angajați în tehnologie înaltă, jumătate dintre locuitorii din Atlanta au o diplomă de licență sau mai mare.
Vârsta medie a populației din Atlanta este de 33,8 ani. Cel mai mare procent de persoane care sosesc la Atlanta din New York  și New Jersey.

### Religie
Într-un studiu realizat în 2000 de Glenmary Research Center, cea mai mare parte a populației religioase din zona metropolitană a Atlantidei s-au identificat ca Protestanti (75%), Catolici (15%) și Evrei (5%). Atlanta este sediul și centrul istoric pentru multe dintre denumirile protestante „sudice” tradiționale (Convenția Baptistă de Sud, Biserica Metodistă Unită, Biserica Presbiteriană SUA).

## Guvernare locală
Managementul orașului este administrat de primar și de consiliul municipal, format din 15 deputați. Primarul poate să veteze o decizie a consiliului local. La rândul său, consiliul poate anula acest veto cu o majoritate de două treimi din numărul total de deputați. Primarul din Atlanta este Kassim Reed. Din 1973, la Atlanta, toți primarii au fost negri. În 1992, primul ziar în limba rusă "Russky Dom" a început să lucreze la Atlanta. Astăzi este cea mai mare publicație în limba rusă din Georgia.

## Economie
Atlanta are sediul a numeroase companii, inclusiv Fortune 500, de exemplu:  The Coca-Cola Company, UPS, Home Depot, Delta Air Lines, AT&T Mobility, Newell Rubbermaid и Georgia-Pacific. Companiile de radiodifuziune CNN, Turner Broadcasting System și Cox se găsesc de asemenea aici. În zona de metrou din Atlanta, mai mult de 75 la sută din companiile Fortune 1000 operează și au aproximativ 1.250 de multinaționale cu divizii regionale.
În 1886, o băutură numită Coca-Cola a fost inventată în Atlanta.

## Obiective turistice
- Orașul subteran Atlanta

- Muzeul "Coca-Cola World"

- Parc olimpic

- Grădina Botanică din Atlanta

- Sediul CNN

- Complexul Muzeal Centrul de Istorie din Atlanta

- Pista Auto Drumul Arlanta

- Acvariul din Georgia

- Fox Theatre

- Parcul piemontan

- Gradina zoologica din Atlanta

- Parc de munte din piatră

- Muzeul Martin Luther King

## Personalități născute aici
- Lee Atwater (1951 - 1991), om politic;
- Dwight Howard (n. 1985), baschetbalist;
- Christopher Eubanks (n. 1996), tenismen;
- China Anne McClain (n. 1998), actriță, cântăreață.
- Jordan Terrell Carter. Carti (n. 1996), Rapper
- Kenyatta Lee Frazier Jr.. Ken Carson (n. 2000), Rapper
- Bobby Wardell Sandimanie III. Destroy Lonely (n. 2001), Rapper